# Gladys del Río
Gladys Yolanda del Río Uribe (Santiago, 29 de diciembre de 1941-ibíd., 30 de octubre de 2021) fue una actriz y comediante chilena.

## Biografía
Vivió sus primeros años de vida en una villa de Carabineros de Chile. Desde inicios de la década de 1960, del Río estudiaba Pedagogía en Castellano en el Instituto Pedagógico Técnico de la Universidad Técnica del Estado (UTE). Allí dio sus primeros pasos en las tablas pues fue una de las fundadoras de Teknos, el teatro de la universidad, donde actuó junto a Sonia Viveros, Gabriela Medina y Luis Alarcón.
En 1967 se casó con el también actor y músico Jorge Pedreros, de quien enviudó en 2013. La pareja tuvo una hija, Claudia.
En 1982 integró el reparto de la telenovela De cara al mañana de Televisión Nacional de Chile (TVN). Sin embargo, se hizo reconocida al año siguiente cuando se integró al programa de televisión humorístico Jappening con ja, que había sido creado por su marido junto con Fernando Alarcón y Eduardo Ravani a fines de la década de 1970. En el programa, del Río destacó por su personaje de la «Señora Pochi» en el popular sketch «La oficina», así como con otros personajes, tales como «Mama Show», «Tranquilina», «Yolanda Motocinos», «Maruja» o la «Mamá de Pequitas» en sus más de 20 años en el programa.
En 1989 actuó en la película Todo por nada, dirigida por Alfredo Lamadrid. Además de Jappening con ja, del Río participó en los programas El show de Pepito TV y A la suerte de la olla, ambos emitidos por Canal 13 en 2001.
Falleció el 30 de octubre de 2021 a los 79 años tras sufrir un paro cardiorrespiratorio mientras desayunaba. Su muerte fue confirmada por su hija y su excompañero en el Jappening con ja, Eduardo Ravani. Sus restos fueron velados en la iglesia San Francisco de Asís, ubicada en Gran Avenida, y sus funerales se realizaron en el cementerio parroquial de San Bernardo, lugar donde fueron sepultados sus restos en el mausoleo familiar. 